# Fritz Panzer (Verleger)

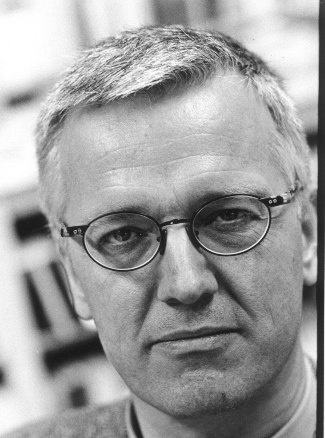
Fritz Panzer

Friedrich Bernhard Panzer (* 2. März 1955 in Judenburg, Steiermark; † 6. August 2020 in Wien) war ein österreichischer Verleger, Kulturmanager und Autor.

## Leben
Fritz Panzer wuchs in der obersteirischen Bezirksstadt Judenburg in einer katholischen Familie auf. In seiner Kindheit war er sieben Jahre Ministrant und absolvierte nach der Pflichtschule eine Lehre als Buchhändler. Nach einem Aufenthalt in Paris und seiner Tätigkeit als Abteilungsleiter der Buchhandlung Höllrigl in Salzburg wurde er mit der Leitung der Buchhandlung Styria in Judenburg beauftragt. Dort entfaltete er zwischen 1976 und 1980 eine Reihe von kulturellen Aktivitäten und organisierte Ausstellungen und Literaturveranstaltungen (u. a. mit H.C.Artmann, Peter Rosei, Milo Dor, Alfred Kolleritsch, Reinhard P. Gruber, Helmut Eisendle, Christine Nöstlinger, Dieter Preisl, Georg Pichler).
Nach einer einjährigen Reise durch die USA und Kanada 1980 und einer Tätigkeit für das Goethe-Institut in Toronto absolvierte er nach seiner Rückkehr von 1981 bis 1985 an der Paris-Lodron Universität in Salzburg ein Studium der Kommunikationswissenschaften, Germanistik und Politikwissenschaft und promovierte dort 1985 mit der Dissertation „Gegenwartsliteratur und Journalismus in Österreich“. Nach dem Studium wurde er Leiter des Wiener Verlags für Gesellschaftskritik, von 1987 bis 1991 war er Marketing- und Vertriebsleiter in der Verlagsgesellschaft des ÖGB, zuständig für den Europa Verlag, den Verlag des ÖGB, die Pichler Auslieferung und die Pichler Buchhandlungen. Bereits 1989 gründete er mit Michael Schnepf, Nils Jensen, Manfred Kriegleder und Kurt Hamtil die Zeitschrift und den Verlag Buchkultur, zwei Jahre später die Buchmarketing GmbH. 1995 folgte die Gründung der ersten Wiener Taschenbuchhandlung „Yellow“. 1998 bis 2000 war er Kulturbeauftragter der Österreichischen Beteiligung an der EXPO2000 in Hannover und hauptverantwortlich für das Projekt LebensKunst:KunstLeben mit Buchpublikationen, Hörbüchern und Hörinseln mit Texten österreichischer Autorinnen und Autoren.
Im Jahr 2000, nach dem Verkauf der Buchmarketing GmbH und der Buchhandlung, wurde er zum Geschäftsführer und Verleger der Verlagsgruppe Ueberreuter ernannt. Eingeführt wurde danach das Imprint „Otherworld“ für Fantasy und der Wolfgang Hohlbein Preis, der mit 10.000 Euro am höchsten dotierte Preis für fantastische Literatur. Preisträger waren u. a. Nina Blazon mit „Im Bann des Fluchträgers“ und Bernd Rümmelein mit seiner Fantasysaga „Kryson“.
2004 übernahm Panzer auch die Geschäftsführung des TOSA Verlags, 2005 beteiligte er sich an der Verlagsgruppe und wurde Geschäftsführender Gesellschafter. Besonderes Aufsehen erregte er mit der Publikation Das Leben des Jesus von Gerhard Haderer. Neben den Büchern mit Haderer publizierte er den Bestseller „Der dicke Deix“ für den Manfred Deix den Preis der Wiener Wirtschaftskammer erhielt  und seine legendäre Dankesrede in Versen hielt. Auf Anregung von Panzer erschien wenig später auch ein Band mit Gedichten von Manfred Deix – darunter auch der gereimte Schriftverkehr zwischen Verleger und Autor.
2007 erfolgte der Erwerb der Lappan Verlag GmbH in Oldenburg, dem deutschen Marktführer im Bereich Humor/Cartoons durch die Verlagsgruppe Ueberreuter und die Übernahme der Geschäftsführung. Damit war die Verlagsgruppe unbestrittener Marktführer im Bereich Cartoons und publizierte die Bücher der bekanntesten Karikaturisten im deutschsprachigen Raum. Neben Gerhard Haderer und Manfred Deix auch Til Mette, Wolf-Rüdiger Marunde, Tetsche, TOM, Gerhard Glück, Uli Stein, Martin Perscheid u. v. a.
2010 verkaufte Panzer seine Anteile an der Verlagsgruppe und gründete mit Thomas Zauner und Alfred Schierer den Verlag und die Galerie Komische Künste im Wiener Museumsquartier. Ende 2010 fand dort unter großer medialer Aufmerksamkeit erste große Ausstellung eines Cartoonisten mit Originalen des deutschen Künstlers Gerhard Glück statt – unter dem Titel „Ein Glück für die Kunst“. Anlässlich des 60. Geburtstages von Gerhard Haderer organisierte Panzer Ende 2011 die bis dahin größte Ausstellung mit Originalwerken Haderers („Haderers Österreich“).
2011 übergab Panzer seine Anteile und die Geschäftsführung der Komischen Künste GmbH an Clemens Ettenauer und wurde Alleingeschäftsführer der Wiener Porzellanmanufaktur Augarten GmbH. Mitte 2015 erfolgte die Übergabe der Geschäftsführung von Augarten an Thomas König. Panzer lebte in Wien und war zuletzt als Konsulent für die Manufaktur tätig. 2017 gründete er den „Club der Unerschütterlichen“.
Fritz Panzer war mit der Generaldirektorin der Österreichischen Nationalbibliothek Johanna Rachinger verheiratet.

## Werke
- Erweiterte Wohnzimmer. Leben im Wiener Kaffeehaus. Verlag Buchkultur 1990. ISBN 978-3-901052-03-3.
- Heimliche Gegner: Journalismus und Literatur. In: „Die Vierte Macht“. Verlag für Gesellschaftskritik, Wien 1991. ISBN 3-85115-134-8.
- Österreichischer Verlagsführer. Verlag Buchkultur, Wien 1991, 1993, 1995. ISBN 978-3-901052-21-7.
- Leselust – Lesefrust. Mit Illustrationen von Gerhard Haderer. Verlag Buchkultur, Wien 1996. ISBN 3-901052-28-3.
- Buchverlage in Österreich: Marktteilnehmer – Buchproduktion – Umfeldbedingungen. Verlag Buchkultur 2001. ISBN 978-3-901052-48-4.
- Im Zweifelsfall entscheide man sich für das Richtige! Wiener Lebenskunst in Zitaten. Metroverlag, Wien 2016. ISBN 978-3-99300-273-2.
- Die Josefstadt: Die Beletage von Wien und ihre berühmten Bewohner. Metroverlag, Wien 2016. ISBN 978-3-99300-272-5.

## Ausstellungen
- Ein Glück für die Kunst. Originalwerke von Gerhard Glück im MQ Wien 2. Dezember 2010 bis 9. Januar 2011.[5]
- Am Busen der Provinz. Komische Kunst von Marunde. MQ Wien 1. März bis 10. April 2011.
- Haderers Österreich. Originalwerke von Gerhard Haderer im MQ Wien 2. Dezember 2011 bis 22. Januar 2012.[6]

## Funktionen
- Kulturbeauftragter der Österreich-Beteiligung an der Frankfurter Buchmesse 1995.
- Ernennung zum Gastprofessor an der Donau-Universität Krems 1996 (Bereichsleiter Buchmarkt).
- Kulturbeauftragter der Österreichischen Beteiligung an der EXPO2000 in Hannover.